# مقاومة مضادات الأورام
مقاومة مضادات الأورام غالبًا ما تستخدم بالتبادل مع مقاومة العلاج الكيميائي، هي مقاومة الخلايا الورمية (السرطانية)، أو هي قدرة الخلايا السرطانية أن تخدم و تنمو بالرغم من العلاجات المضادة للسرطان. في بعض الحالات، السرطان يستطيع أنت يطور مقاومته للعديد من الأدوية، تسمى مقاومة الأدوية المتعددة.
هناك سببان سائدان لفشل العلاج المضاد للأورام: الخصائص الوراثية المتجذرة، التي تعطي الخلايا السرطانية مقاومتها ومقاومة مكتسبة بعد التعرض للأدوية، والتي تتجذر في مفهوم تجانس الخلايا السرطانية. خصائص الخلايا المقاومك تتضمن تغيير الغشاء الناقل، وتحسين إصلاح المادة الوراثية، وخلل في الموت المبرمج للخلية (طريق الاستماتة)، وتغيير الجزيئات المستهدفة، وآليات البروتين والمسار، مثل تعطيل النشاط الإنزيمي. بما أن السرطان هو مرض وراثي، فإن هناك حدثين جينوميين يكونان سبب في اكتساب مقاومة الأدوية : تغييرات الجينوم (مثل أضافة أو حذف جين) وتعديلات جينية. الخلايا السرطانية تستخدم باستمرار أدوات مختلفة، تتضمن الجينات والبروتينات و تغيير المسارات، لتأكيد مقاومتها ضد الأدوية المضادة للأورام.

## تعريف
مقاومة مضادات الأورام، مترادفة مع مقاومة العلاج الكيميائي، وهي قدرة الخلايا السرطانية على أن تنجوا و تنمو ضد مختلف العلاجات المضادة للسرطان، أي مقاومة العديد من الأدوية. هناك سببان رئيسيان لفشل العلاج المضاد للأورام: المقاومة المتأصلة ( الوراثية)، مثل الخصائص الجينية الوراثية، مما يعطي الخلايا السرطانية المقاومة من البداية، والتي تتجذر في مفهوم عدم تجانس الخلايا السرطانية والمقاومة المكتسبة بعد التعرض للدواء.

## عدم تجانس الخلايا السرطانية
عدم تجانس الخلايا السرطانية، أو عدم تجانس الورم، هو فكرة أن الأورام مصنوعة من مجموعات مختلفة من الخلايا السرطانية التي تختلف شكلياً، ومظهرياً ووظيفياً. مجموعات محددة من الخلايا السرطانية قد تمتلك خصائص كامنة (وراثية)، مثل الطفرات الجينية أو التغيرات الجينية، و هذا يمنح مقاومة للأدوية. الأدوية المضادة للأورام تقتل مجموعات فرعية حساسة وقد تنكمش كتلة الورم كاستجابة مبدأية للدواء، وستبقى الخلايا السرطانية المقاومة للعلاج، ويتم اختيارها ثم تنتشر، مما يؤدي في النهاية إلى انتكاس السرطان. عدم تجانس الخلايا السرطانية يمكن أن يسبب ض تطور المرض عندما يفشل العلاج الجزيئي في القضاء على خلايا الورم التي لا تملك علامة صريحة، ثم تنقسم وتتغير أكثر، مما يخلق ورمًا جديدًا غير متجانس.
في نماذج سرطان الثدي بالفأر، تؤثر البيئة المناعية الصغرى على القابلية للعلاج الكيميائي المساعد الجديد. في سرطان الثدي، خاصة في النوع الفرعي الثلاثي السلبي (هو سرطان يختبر نتائج سلبية لمستقبلات الإستروجين ومستقبلات البروجسترون وبروتين HER2 الزائد)، تم استخدام حصار نقاط التفتيش المناعي بنجاح في حالات اانتقال الخلايا السرطانية والعلاج المساعد الجديد.

## الأساليب الوراثية للتغلب على مقاومة الأدوية
بروتينات MDR معروفة أنها جينات مقاومة للأدوية، ويعبر عنها بشكل كبير في مختلف السرطانات. تثبيط هذه جينات MDR يستطيع أنت يؤدي لتحسس الخلايا ضد العلاجات وتقل مقاومة الخلايا لمضادات الأورام. Reversin 121 (R121) هو ببتيد قريب جدأ لـ MDR، و إذا تم استخدام R121 كعلاج للخلايا التي تسبب سرطان البنكرياس يؤدي إلى ارتفاع الحساسية الكيميائية واتنخفض انقساماتها.
عثر على تعبير Aberrant NF-κB في العديد من السرطانات، ووجد أن NF-κB متورط في مقاومة العلاج الكيميائي القائم على البلاتين، مثل سيسبلاتين. يظهر تثبيط NF-κB بواسطة genistein في مختلف خطوط الخلايا السرطانية (البروستات والثدي والرئة والبنكرياس) ارتفاع تثبيط النمو و ارتفاع حساسية العلاج للخلايا الذي يظهر موت الخلايا المبرمج الناجم عن العوامل العلاجية. ومع ذلك، فإن مسار NF-κB هدفاً صعبًا، حيث يمكن أوجدو الكثير من التأثيرات غير المستهدفة وغير المحددة.
طفرة أو خلل في التعبير TP53 تؤدي إلى حدوث عيوب و تأثر في مسار موت الخلايا المبرمج، مما يُمكّن للخلايا السرطانية أن تبقى على قيد الحياة ولا تموت. أثبتت إعادة التعبير عن الجين من النوع البري في الخلايا السرطانية في المختبر يوقف تكاثر الخلايا، ويؤدي إلى توقف دورة الخلية والموت المبرمج للخلايا.
في سرطان المبيض، يرمز الجين ATP7B إلى ناقل تدفق نحاسي، وجد أنه منظم في خطوط وأورام الخلايا المقاومة للسيسبلاتين. يظهر تطور deoxynucleotides مضاد للحساسية ضد ATP7B mRNA وعلاج خط خلية سرطان المبيض أن تثبيط ATP7B يزيد من حساسية الخلايا للسيسبلاتين.